# Batalla de Nantes
La batalla de Nantes, que va tenir lloc el 29 de juny del 1793, durant la revolució francesa, és una de les batalles de la guerra de La Vendée, un alçament popular comandat per Jacques Cathelineau, qui hi trobà la mort, contra els republicans comandats per Jean Baptiste Camille de Canclaux.
Aquesta batalla, desenvolupada davant la ciutat de Nantes, fou un moment crucial en la història de la guerra de la Vendée i permeté afermar el republicanisme a França, ja que un cop obtinguda la victòria possibilità que l'exèrcit republicà pogués destinar les seves forces cap als altres punts revoltats i cap a la guerra amb els territoris dels Àustria. El problema dels presos polítics en aquesta guerra civil donaria peu a la màxima expressió del govern del Terror.

## Context històric
Els paisans de l'oest, que en principi havien estat favorables als canvis del 1789, foren sotmesos a una imposició que, el 1791, esdevingué pitjor a la de l'Antic Règim. La constitució civil del clergat provocà una irritació, que menà a incidents que haurien de ser reprimits, en una població per a la qual el sacerdot era un element federalista, alhora que un recurs per als més pobres. La frustració nasqué igualment davant la manca d'equitat de l'adquisició dels béns nacionals. Des de finals del 1791, es genera el clima de guerra civil, i l'estiu del 1792 comencen els primers incidents que provocarien les morts subsegüents.
França, en guerra contra Àustria des del març del 1972, havia esdevingut una república l'endemà de la batalla de Valmy. El rei Lluís XVI havia estat guillotinat el 21 de gener del 1793. El nombre d'enemics de França augmentava des que la política del govern estava guiada pels girondins i tots els països veïns s'havien col·ligat. Per reemplaçar els voluntaris de l'exèrcit, el govern decretà la lleva de 300.000 homes, per sorteig, el març del 1793. Això provocà protestes en diverses regions, la més persistent de les quals es produí a la Vendée, que aplegaven els inconformistes per la lleva obligatòria i la incomprensió per l'execució del rei. Els monàrquics aprofitaren l'ocasió per formar grups armats, comandats per nobles, i se situaren al sud de Nantes. Els burgesos d'ideologia republicana de la rodalia buscaren refugi a la ciutat, malgrat tot l'alcalde de La Chapelle-Heulin i 14 persones més van morir.
Nantes era llavors una ciutat pròspera, enriquida pel comerç marítim, especialment pel mercat d'esclaus. La burgesia dominava i havia adoptat les idees revolucionàries. La riquesa de la ciutat contrastava amb la pobresa de la pagesia de la rodalia. La riquesa no estava uniformement repartida, però els ciutadans més pobres donaven suport als radicals, a diferència dels camperols.
La ciutat de Nantes, que era la setena en població, estava situada en una cruïlla de rutes: el darrer punt per on es podia travessar el Loira abans del seu estuari i la ruta atlàntica pel seu important port fluvial i marítim. El control del lloc pels insurgents obriria un possible accés per la costa a les forces col·ligades. A més, la zona revoltada no tenia una capital i Nantes, un cop conquerida, podria omplir aquesta funció.

## Els preparatius

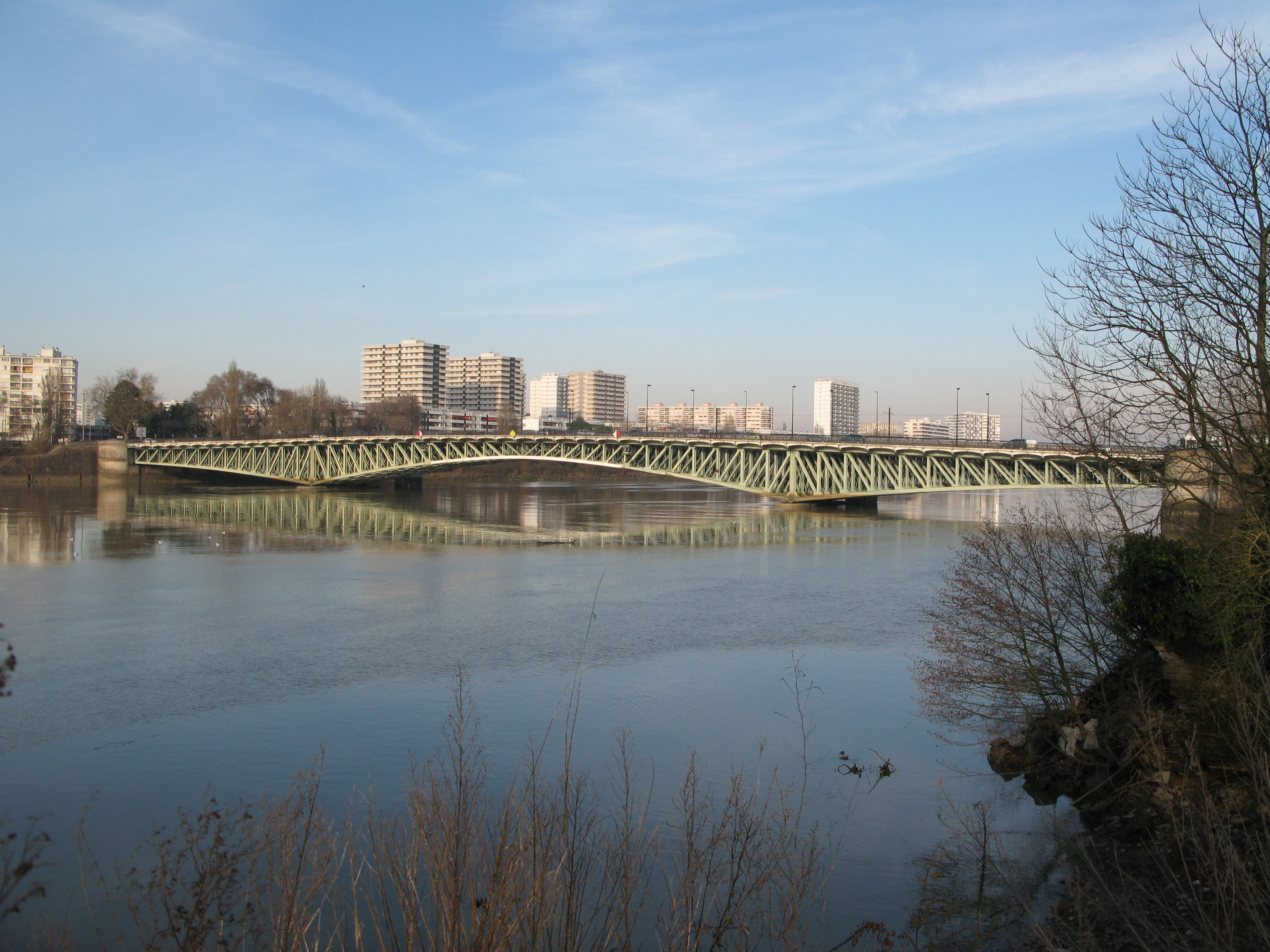
El pont de Pirmil en l'actualitat

El 20 de juny, els caps de la Vendé es reuniren a Angers per establir un pla d'acció. Charette i Lyrot, absents, fan saber per mitjà del seu lloctinent Lescure, que accepten participar en un atac a Nantes, a l'altura del pont de Pirmil, al sud de la vila. El comandament de l'exèrcit catòlic i reial envia un ultimàtum als republicans atrinxerats a Nantes, mentre avancen cap a la vila. Ancenis és presa el 24 de juny. Tornen a tenir una reunió, durant la qual Jacques Cathelineau és nomenat generalíssim i fixen el 29 com a dia d'atac a les deu del matí. Charette i Lyrot, amb els seus 20.000 homes assaltarien el pont al sud del riu Loira, cadascun en una riba del seu afluent, el Sèvre, respectivament per Pont-Rousseau i Saint-Jacques, dos barris del sud de la vila. Al nord, l'exèrcit es dividiria en dos grups al llarg del Loira, un contingent atacaria el camp de Saint-Georges on estaven estacionades les tropes republicanes, mentre que més al nord, Cathelineau travessaria l'Erdre, afluent del Loira, a Nort-sur-Erdre, per atacar Nantes des de la ruta de Vannes i Rennes. El grup de tropes del nord es posà en marxa, des d'Oudon, el 27 de juny.

## Batalla
El dia acordat, els 4.000 revoltats de l'exèrcit de Cathelineau i Maurice d'Elbée atenyen el pont de Nort-sur-Erdre, on 600 republicans comandats per Aimable Joseph Meuris, mantenen la posició. L'artilleria inicia l'atac, després les dues tropes intercanvien trets de fusell d'una riba a l'altra. La precisió dels canons dels republicans obliguen els insurgents a recular, i la fondària de l'Erdre impossibilita travessar-lo. Durant la nit, la descoberta d'un gual a 3 km més amunt, permet a un grup d'homes de Cathelineau atacar per la rereguarda dels de Meuris. El batalló republicà, havent tingut una vintena de morts i prop de noranta ferits, fuig cap a la ciutat abans que l'11è i el 13è batallons procedents de Seine-et-Oise, entressin en combat.

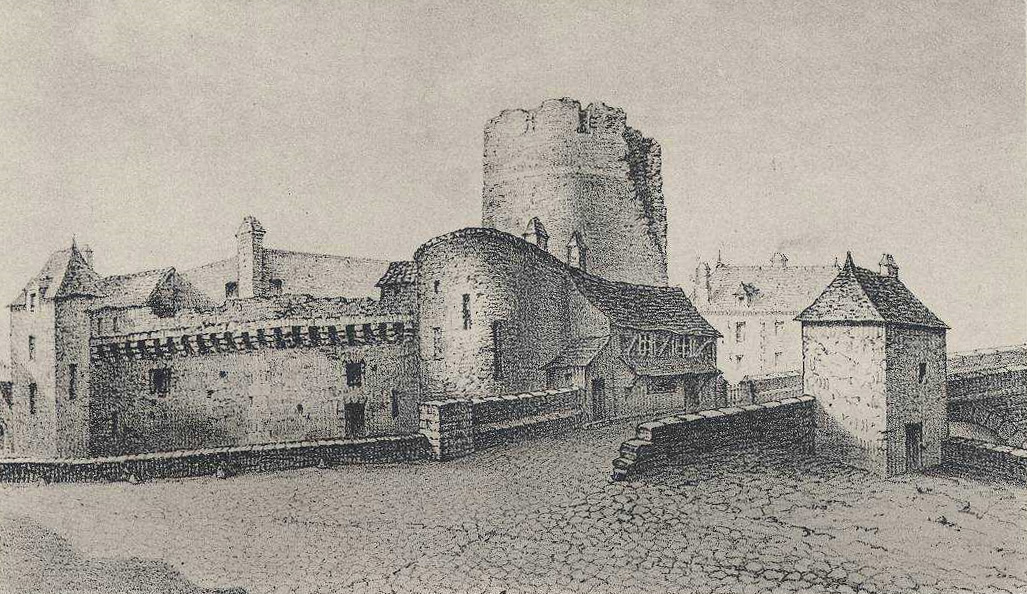
Castell de Pirmil en un dibuix del 1830

Aquest combat a trenta quilòmetres de la vila retarda Cathelineau, això fa que Charette estigui previngut i ordeni disparar contra el dispositiu de defensa muntat al sud de Nantes, al voltant del castell de Pirmil, el 29 de juny a les dues de la matinada, atac que no seria llançat simultàniament al nord. Lyrot havia començat bé amb les seves tropes a la riba dreta del Sèvre, però no és fins a les sis del matí que els insurgents arriben a Nantes des del nord i l'est. Aquests són vistos pel lloc d'observació situat a la part superior de la catedral de Nantes, i els combats comencen al voltant de les set en aquest indret.
Al sud, la posició republicana és inexpugnable, per tant, al nord és on es decideix el resultat de la batalla. Mentre que el destacament encapçalat per Charles de Bonchamps lluita a l'entrada pel camí de París, la major part de l'exèrcit catòlic i reial es concentra en l'accés per la ruta de Vannes i per la ruta de Rennes.
L'artilleria dels insurgents està instal·lada al llarg de la ruta de Rennes i amenaça el port de l'Erdre i l'edifici del govern provincial. Els llocs fortificats republicans de Bel-Air, Hauts-Pavés i Miséricorde contenen l'atac comandat per Cathelineau. A l'est, una part de les tropes de Bonchamps s'enfronten als atrinxerats republicans; dos caps dels insurgents, Fleuriot (germà de Jacques-Nicolas de Fleuriot de La Freulière) i Mesnard, queden fora de combat i són substituïts per D'Autichamp. A mitja jornada la batalla sembla aturada. L'assalt per la ruta de Rennes no ha estat decisiu, Cathelineau decideix provar de forçar la defensa republicana pel camí de Vannes, on està més estirada i més vulnerable. El generalíssim dirigeix en persona i a peu l'atac. Finalment, la línia cedeix, però les tropes republicanes reculen en ordre i continuen resistint. El cementiri és ocupat i també el camí de Hauts-Pavés. Les tropes dels reialistes arriben a la plaça Viarme, però allà troben tots els carrers tallats. En aquest lloc, Cathelineau és ferit greument. Els republicans contenent la batalla i els insurgents s'escampen iniciant la retirada.
Acabada la batalla es feu un recompte de víctimes però el document de recapitulació no s'ha conservat. Els historiadors consideren que hi van haver uns 300 morts pel bàndol republicà i uns 1.500 insurgents. La quantitat de cadàvers abandonats suposà un problema de salubritat i el 8 de juliol, més d'una setmana després de la batalla, el govern provincial se'n va fer càrrec. Els ferits van ser també nombrosos.

## Conseqüències
No va ser una batalla brillant per al bàndol republicà, que portés la pau als nantesos, els quals van continuar en estat de setge. Les tropes continuaren mobilitzades amb el camp circumdant en mans dels insurgents i la gent de Nantes tement un nou atac. El general Canclaux, després de l'1 de juliol, va dirigir expedicions per alleujar la pressió de les tropes d'insurgents.
Des de l'altre bàndol, la caiguda de Cathelinau va ser un fet tan impactant que els diaris no gosaren publicar que estava ferit. Davant la manca d'informació començà a circular el rumor que havia fugit, només els més propers a ell sabien la veritat. Morí el 14 de juliol.
La recerca d'un port alternatiu que permetés rebre ajut militar dels col·ligats va donar un temps de calma als republicans, els quals aprofitaren mentrestant per enviar reforços des de Nantes a la guarnició de Magúncia. Els insurgents s'involucren llavors en el conjunt de batalles anomenades gir de galerna, al nord-oest del país, per dalt del Loira, que acabaria en la derrota de Savenay al desembre. El resultat de la batalla de Nantes és, per tant, un factor determinat en el fracàs de les revoltes de la Vendée.
A París, pel que fa a la lluita pel poder entre girondins i muntanyesos, aquesta victòria reforçà els primers. Els líders nantesos, entre els quals estaven Baco i Beysser, que tenien ambicions federalistes es traslladaren a París. La marxa, però, no la fan fins a rebre notícies de les victòries a Torfou i Montaigu el setembre del 1793. Llavors Joan Baptista Carrier seria nomenat cap de la ciutat; el qual, amb la seva política de massacrar els opositors polítics, en particular els sacerdots, sospitosos d'haver donat suport a la revolta de la Vendée, que causà un fort impacte social a París, acceleraria la caiguda del règim del Terror.